# Африканский банк развития

члены AfDB (зелёный), члены ADF (синий), неафриканские члены AfDB (красный)

Африканский банк развития (АБР) (англ. African development bank group) — банк, созданный Организацией африканского единства (ОАЕ), чтобы способствовать экономическому развитию на всём Африканском континенте, предоставляя для этого финансовые ресурсы.

## Общие сведения
АБР был основан в августе 1963 года, свою работу начал в июле 1966 года из штаб-квартиры в Абиджане (Кот-д’Ивуар). В 2003 году из-за Первой Ивуарийской войны банк был перенесён в Тунис, а в 2014 году вернулся в свою официальную штаб-квартиру. С 1 сентября 2015 года главой АБР является бывший министр сельского хозяйства Нигерии Акинвуми Адесина.
Согласно отчёту АБР за 2014 год, уставной капитал банка составляет около 67 млрд долларов США. Страны-члены внесли лишь 7,6 % от этой суммы, но гарантируют внесение оставшихся 92,4 % по первому требованию. Под эти гарантии АБР привлекает средства на мировом рынке облигаций. Благодаря этому банк имеет возможность распоряжаться значительными финансовыми ресурсами, но при этом большинство в его капитале (около 60 %) имеют страны Африки.
Представляет собой группу финансовых организаций:
- Африканский банк развития (The African Development Bank — ADB)
- Африканский фонд развития (The African Development Fund — ADF)
- Нигерийский трастовый фонд (The Nigeria Trust Fund — NTF)

## Региональные члены Африканского банка развития
- Алжир
- Ангола
- Бенин
- Ботсвана
- Буркина-Фасо
- Бурунди
- Габон
- Гамбия
- Гана
- Гвинея
- Гвинея-Бисау
- Демократическая республика Конго
- Джибути
- Египет
- Замбия
- Зимбабве
- Кабо-Верде
- Камерун
- Кения
- Коморские Острова
- Кот-д’Ивуар
- Лесото
- Либерия
- Ливия
- Маврикий
- Мавритания
- Мадагаскар
- Малави
- Мали
- Марокко
- Мозамбик
- Намибия
- Нигер
- Нигерия
- Республика Конго
- Руанда
- Сан-Томе и Принсипи
- Свазиленд
- Сейшельские острова
- Сенегал
- Сомали
- Судан
- Сьерра-Леоне
- Танзания
- Того
- Тунис
- Уганда
- Центральноафриканская Республика
- Чад
- Экваториальная Гвинея
- Эритрея
- Эфиопия
- Южно-Африканская Республика
- Южный Судан

## Нерегиональные члены
- Австрия
- Аргентина
- Бельгия
- Бразилия
- Великобритания
- Германия
- Дания
- Индия
- Ирландия
- Испания
- Италия
- Канада
- Китай
- Кувейт
- Люксембург
- Нидерланды
- Норвегия
- Португалия
- Саудовская Аравия
- США
- Турция
- Финляндия
- Франция
- Швейцария
- Швеция
- Южная Корея
- Япония